# Artaxerxès Ier
Pour les articles homonymes, voir Artaxerxès.
 (mars 2023).
Si vous disposez d'ouvrages ou d'articles de référence ou si vous connaissez des sites web de qualité traitant du thème abordé ici, merci de compléter l'article en donnant les références utiles à sa vérifiabilité et en les liant à la section « Notes et références ».
Artaxerxès Ier (en vieux perse : 𐎠𐎼𐎫𐎧𐏁𐏂 / Artaxšacā ; en persan : اردشیر یکم / Ardeshir yekam; en grec ancien : Ἀρταξέρξης / Artaxérxês) est un grand roi  achéménide ayant régné de -465 à -424. Manéthon l’appelle Artaxerxês et lui compte quarante et un ans de règne (Africanus).

## Origine

Palais d'Artaxerxès Ier à Persepolis.

Artaxerxès Ier est le fils de Xerxès Ier et de la reine Amestris. Il est aussi surnommé μακρόχειρ Makrocheir, en latin Longimanus « Longue Main », d'après Plutarque parce que sa main droite était plus longue que sa gauche.

## Règne

### Succession
Les écrits historiques ne s’accordent pas en ce qui concerne les règnes de Xerxès et d’Artaxerxès. Si de nombreux ouvrages de référence situent l’année d’accession d’Artaxerxès en 465 av. J.-C., certains documents attribuent à son père, Xerxès, un règne qui se poursuivit dans la 21e année. On compte habituellement la domination de Xerxès à partir de 486 av. J.-C., date de la mort de Darius, son père. On considère que sa première année de règne fut 485, et on affirme souvent que sa 21e année ainsi que l’année d’accession d’Artaxerxès fut 465. Quant à Artaxerxès, les spécialistes disent habituellement que sa dernière année de règne commença en 424. Certains documents la présentent comme la 41e année du règne d’Artaxerxès. Si ces renseignements sont exacts, cela veut dire que son année d’accession fut 465 et que sa première année de règne commença en 464.
Cependant, il y a de solides raisons de dater la dernière année de Xerxès et l’année d’accession d’Artaxerxès en 475 av. J.-C. Ces raisons proviennent de trois sources : grecques, perses et babyloniennes.

#### Témoignages des sources grecques
Un événement de l’histoire grecque permet de déterminer quand Artaxerxès commença à régner. Thémistocle, homme d’État et héros militaire grec, tomba en disgrâce aux yeux de ses compatriotes et trouva refuge en Perse. D’après l’historien grec Thucydide, renommé pour son exactitude, à ce moment-là Thémistocle « adressa une lettre au roi Artaxerxès, fils de Xerxès, qui régnait depuis peu ». Dans Vies de Plutarque, on lit : « Thucydide et Charon de Lampsaque disent que Xerxès alors était mort et que ce fut son fils que Thémistocle alla trouver. » Charon était un sujet perse qui vécut le changement de règne de Xerxès à Artaxerxès. D’après les témoignages de Thucydide et de Charon de Lampsaque, on constate que, quand Thémistocle arriva en Perse, Artaxerxès venait de commencer à régner.
On peut établir le moment où Artaxerxès commença à régner en remontant le temps à partir de la mort de Thémistocle. Tous les ouvrages de référence ne s’accordent pas sur la date de sa mort. Toutefois, l’historien Diodore de Sicile fait état de sa mort dans le récit d’événements qui survinrent, « Praxierge étant archonte d’Athènes ». Praxierge fut archonte à Athènes en 471-470 av. J.-C.. D’après Thucydide, après son arrivée en Perse Thémistocle étudia la langue pendant un an pour préparer son entretien avec Artaxerxès. Ensuite, le roi lui permit de s’établir en Perse avec de nombreux honneurs. Si Thémistocle mourut en 471-470, il ne dut pas s’installer en Perse après 472 et il dut arriver un an plus tôt, en 473. À ce moment-là, Artaxerxès « régnait depuis peu ».
À propos de l’époque où Xerxès mourut et où Artaxerxès monta sur le trône, M. de Koutorga a écrit : « Nous avons vu que, d’après la chronologie de Thucydide, Xerxès mourut vers la fin de l’année 475 avant Jésus-Christ, et que, selon le même historien, Thémistocle est arrivé dans l’Asie Mineure peu de temps après l’avènement au trône d’Artaxerce Longue-main. ».
Appuyant encore cette idée, E. Levesque a fait remarquer ce qui suit : « Il faut donc, conformément à la Chronique alexandrine, placer la mort de Xerxès en 475 après onze ans de règne. L’historien Justin, III, 1, vient confirmer cette chronique et les affirmations de Thucydide. D’après lui, à l’époque du meurtre de Xerxès, Artaxerxès son fils, n’était qu’un enfant, puer [un garçon] ; ce qui est vrai si Xerxès est mort en 475 : Artaxerxès avait alors 16 ans, tandis qu’en 465 il aurait eu vingt-six ans, ce qui ne justifie plus l’expression de Justin. D’après cette chronologie, Artaxerxès ayant commencé à régner en 475, la 20e année de son règne se trouve être 455 et non pas 445 comme on le dit assez communément. ».
Si Darius mourut en 486 av. J.-C. et Xerxès en 475, comment expliquer que des documents anciens attribuent à Xerxès un règne de 21 ans ? Il est bien connu qu’un roi et son fils peuvent exercer ensemble une double royauté, ou cosouveraineté. Si ce fut le cas de Darius et de Xerxès, les historiens pouvaient compter les années du règne de Xerxès soit à partir du début d’un règne simultané avec son père, soit à partir de la mort de son père. Si Xerxès régna 10 ans avec son père et 11 ans seul, certaines sources pouvaient lui attribuer 21 ans de règne, et d’autres 11 ans.
Il existe de bonnes raisons de penser que Xerxès et son père Darius régnèrent simultanément. L’historien grec Hérodote déclare : « Darius, ayant reconnu que ce qu’il (Xerxès) disait (à propos de la royauté) était juste, le désigna pour être roi. À ce qu’il me semble, même sans ce conseil, Xerxès aurait régné. » Cela laisse entendre que Xerxès fut établi roi au cours du règne de son père Darius.

#### Témoignages des sources perses
Un règne simultané de Xerxès avec Darius est particulièrement évident sur les bas-reliefs perses mis au jour. On a découvert à Persépolis plusieurs bas-reliefs qui représentent Xerxès debout derrière le trône de son père, habillé de la même façon que lui et ayant la tête au même niveau. C’est inhabituel, car d’ordinaire la tête du roi dépassait toutes les autres. Dans A New Inscription of Xerxes From Persepolis (par Ernst Herzfeld, 1932), on lit que les inscriptions comme les édifices trouvés à Persépolis donnent à penser à une cosouveraineté de Xerxès avec son père Darius. Ernst Herzfeld a écrit à la page 8 de son livre : « La teneur particulière des inscriptions de Xerxès à Persépolis, dont la plupart ne font pas de distinction entre ses activités et celles de son père, et le lien, tout aussi particulier, entre leurs édifices, qu’il est impossible d’attribuer soit à Darius, soit à Xerxès personnellement, ont toujours donné à penser à une sorte de vice-royauté de Xerxès. En outre, deux sculptures de Persépolis illustrent cette relation. » En rapport avec une de ces sculptures, Ernst Herzfeld a fait cette remarque : « Darius est représenté, revêtu de tous les attributs royaux, intronisé sur une haute estrade-divan soutenue par des représentants des différentes nations de son empire. Derrière lui sur le relief, c’est-à-dire en réalité à sa droite, se tient Xerxès avec les mêmes attributs royaux, la main gauche posée sur le haut dossier du trône. Ce geste évoque clairement davantage qu’une simple succession ; il implique une cosouveraineté. »
Quant à dater les reliefs qui représentent ainsi Darius et Xerxès, Ann Farkas déclare dans Achaemenid Sculpture que « les [reliefs furent peut-être installés dans le Trésor au cours de la construction de la première addition, 494/493-492/491 av. J.-C. ; cela aurait été le moment le plus opportun pour déplacer des blocs de pierre aussi peu maniables. Mais quelle que soit la date où on les installa dans le Trésor, ces sculptures furent peut-être gravées dans les années 490 ».

#### Témoignages des sources babyloniennes
On a trouvé à Babylone des témoignages indiquant que Xerxès commença à régner avec son père dans les années 490 av. J.-C. Des fouilles entreprises dans cette ville ont mis au jour un palais destiné à Xerxès et achevé en 496. À ce sujet, A. Olmstead a écrit dans History of the Persian Empire : « Le 23 octobre 498, nous apprenons que la maison du fils du roi (c’est-à-dire du fils de Darius, Xerxès) était en construction à Babylone ; nul doute qu’il s’agit du palais de Darius dans la partie centrale que nous avons déjà décrite. Deux ans plus tard (en 496), dans un document d’affaires provenant de Borsippa, à proximité, il est dit que le nouveau palais était déjà terminé. »
Deux tablettes d’argile hors du commun apportent peut-être un témoignage supplémentaire à la cosouveraineté de Xerxès avec Darius. L’une est un texte commercial concernant la location d’un bâtiment l’année d’accession de Xerxès. Cette tablette est datée du premier mois de l’année, Nisan. Une autre tablette porte la date « mois d’Ab(?), année d’accession de Xerxès ». Détail à remarquer, cette dernière tablette n’attribue pas à Xerxès le titre de « roi de Babylone, roi des pays », qui était courant à l’époque.
Ces deux tablettes sont étonnantes. Habituellement, l’année d’accession d’un roi commence après la mort de son prédécesseur. Cependant, il y a lieu de croire que le prédécesseur de Xerxès (Darius) vécut jusqu’au septième mois de sa dernière année, alors que ces deux documents remontant à l’année d’accession de Xerxès portent des dates antérieures au septième mois (l’une parle du premier mois, l’autre du cinquième). Par conséquent, ces documents n’ont pas trait à une période d’accession de Xerxès qui suivit la mort de son père, mais désignent une année d’accession durant son règne simultané avec Darius. Si cette année d’accession fut 496 av. J.-C., année où fut terminé le palais destiné à Xerxès à Babylone, sa première année de vice-royauté débuta en Nisan suivant, en 495, et sa 21e et dernière année commença en 475. Dans ce cas, le règne de Xerxès inclut 10 ans de domination avec Darius (de 496 à 486) et 11 ans de règne seul (de 486 à 475).
Par ailleurs, les historiens admettent à l’unanimité que la première année de règne de Darius II commença au printemps 423 av. J.-C. Une tablette babylonienne indique que durant son année d’accession Darius II était déjà sur le trône le 4e jour du 11e mois, c’est-à-dire le 13 février 423. Cependant, deux tablettes montrent qu’Artaxerxès continua à régner après le 11e mois, le 4e jour, de sa 41e année. L’une est datée du 11e mois, 17e jour, de sa 41e année. L’autre est datée du 12e mois de sa 41e année. En conséquence, Artaxerxès n’eut pas de successeur dans sa 41e année de règne, mais régna l’année entière. Cela indique qu’Artaxerxès dut régner plus de 41 ans et donc qu’on ne doit pas calculer que sa première année de règne débuta en 464 av. J.-C.
On trouve un témoignage qu’Artaxerxès régna au-delà de sa 41e année dans un document commercial provenant de Borsippa, qui est daté de la 50e année d’Artaxerxès. Une des tablettes faisant le lien entre la fin du règne d’Artaxerxès et le début du règne de Darius II porte la date suivante : « 51e année, année d’accession, 12e mois, jour 20, Darius, roi des pays. ». Puisque la première année de règne de Darius II fut 423 av. J.-C., la 51e année d’Artaxerxès fut 424 et sa première année de règne 474.

### Points marquants du règne d’Artaxerxès
Au début de son règne, Artaxerxès fait assassiner Artaban, ministre et assassin de son père, certains de ses frères, après la révolte de l'un d'entre eux, le satrape de Bactriane, pour s’assurer le pouvoir. Comme son père, il doit faire face à une révolte de l'Égypte, de -465 à -460. Inaros, roi Libyen de Cyrène (peut-être fils de Psammétique III) et son commandant Amyrtée, regroupent les forces nationalistes éparses dans le delta du Nil et se déclare roi.
Athènes lui envoie une escadre pour l'aider à affronter les Perses. En -456, Artaxerxès Ier l'emporte malgré tout. L'armée athénienne, retranchée sur une île du Nil, est massacrée vers -454 tandis qu'une flotte de renfort est anéantie. Puis il remplace son frère Achéménès par Arsamès à la tête de la satrapie d’Égypte.
En -450, Artaxerxès Ier est battu par l'Athénien Cimon qui reprend Chypre et en -449/-448, il est contraint de signer la paix avec les Grecs : la paix de Callias, qui met fin aux guerres médiques. Par ce traité les Perses renoncent aux cités grecques d'Ionie. La signature de cette paix reste cependant contestée par les spécialistes. Pendant une génération, le calme revient dans l'Empire. Artaxerxès Ier accueille l'Athénien Thémistocle qui était le vainqueur de la bataille de Salamine, après avoir été exilé, victime d'ostracisme.

## Récit biblique

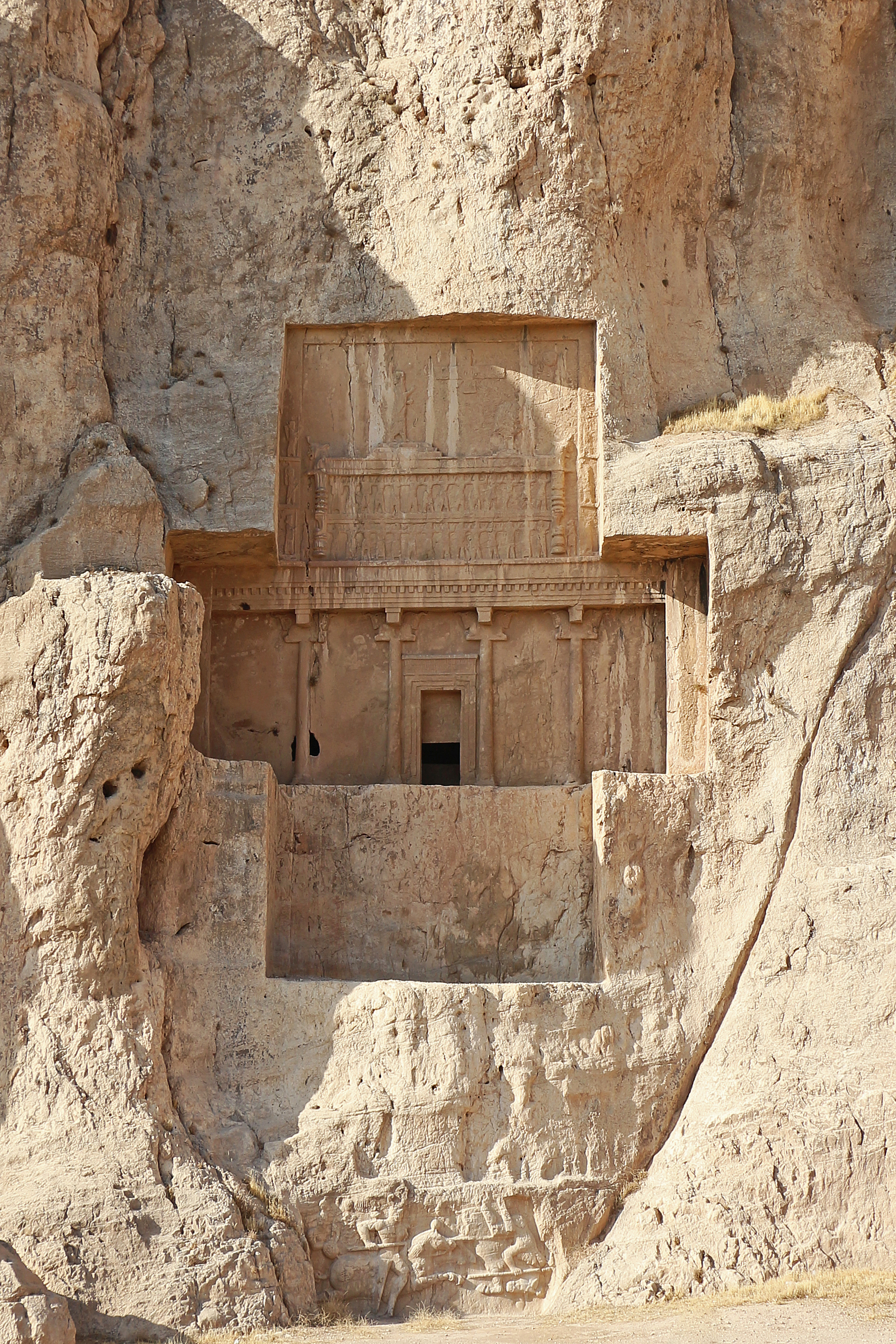
Tombe d'Artaxerxès Ier à Naqsh-e Rostam, Iran.

Le livre d'Esdras et le livre de Néhémie, qui font partie de la Bible, évoquent un certain « Artaxerxès, roi de Perse ». Certains historiens estiment qu'il s'agit d'Artaxerxès Ier, et d'autres d'Artaxerxès II.
Dans le livre d'Esdras, Artaxerxès autorise le Judéen Esdras à rentrer à Jérusalem, de son exil à Babylone. Par lettre de décret, il charge Esdras des affaires civiles et ecclésiastiques de la nation juive. Esdras quitte Babylone dans le premier mois de la septième année de règne d'Artaxerxès, à la tête d'un groupe de Judéens qui comprend des prêtres et des Lévites, et arrive à Jérusalem au premier jour du cinquième mois de la septième année.
Dans le livre de Néhémie, Néhémie est à son tour autorisé à rentrer à Jérusalem.

### Sources antiques
- Ctésias, Persica [détail des éditions]